# Heinz Raack (Hockeyspieler)
Heinz Raack (* 18. Mai 1917 in Berlin; † 26. Dezember 2002 ebenda) war ein deutscher Hockeyspieler.
Heinz Raack spielte für den Berliner Sport-Club, mit dem er 1937 erster Deutscher Meister im Hockey wurde; 1938 konnten die Berliner ihren Titel erfolgreich verteidigen. Der Mittelfeldspieler debütierte 1935 in der deutschen Hockeynationalmannschaft. Bei den Olympischen Spielen 1936 in Berlin spielte er gegen Dänemark mit und erhielt mit seinen Mannschaftskameraden die Silbermedaille. Insgesamt wirkte Heinz Raack von 1935 bis 1942 in 15 Länderspielen mit.

## Ehrungen
- Verdienstkreuz am Bande der Bundesrepublik Deutschland